# Erin Daniels
Erin Daniels (nascida Erin Cohen em 9 de outubro de 1973) é uma atriz norte-americana mais conhecida pelo seu papel de Dana Fairbanks no seriado The L Word.

## Biografia
Daniels nasceu e cresceu em St. Louis, Missouri. Seu pai era arquiteto e sua mãe, uma assistente social clínica. Cresceu em uma família judia (sua mãe co-fundou a Congregação Central da Reforma em St. Louis e sua avó recebeu um prêmio da Conferência Americana de Cristãos e Judeus) e estudou na Clayton High School. Ela terminou seus estudos superiores no Vassar College em História da Arte e Arquitetura. Daniels mudou seu sobrenome de "Cohen" para "Daniels" aos 22 anos de idade.
Em 2002, o Festival de St. Louis Film premiou Daniels Melhor Atriz Revelação. Ela apareceu em One Hour Photo, Wheelmen, e House of 1000 Corpses antes de iniciar o papel da tenista Dana Fairbanks no seriado estadunidense The L Word (exibido no Brasil pela Warner Channel). Daniels entrou na primeira temporada da série como uma das protagonistas e saiu na terceira, numa das despedidas mais emocionantes de The L Word. No último episódio da quarta temporada, intitulado Long Time Coming, Erin fez uma pequena participação especial. Mais tarde, apareceu em outros seriados como Saving Grace, Dexter e Justice.
E seu trabalho mais recente foi em Rizzoli & Isles Episódio 13 da Segunda Temporada, onde interpretou uma 'acusada' de um assassinato de um colega de colégio.
Em 2004, inicia um romance com o ator Tom Pattern, com quem se casa em março de 2006. Eles já tinham uma relação profissional, trabalhando juntos na minissérie Behind The Curtain e em outros diversos projetos. Separaram-se em 2008.